# 乔·邦德陨石坑

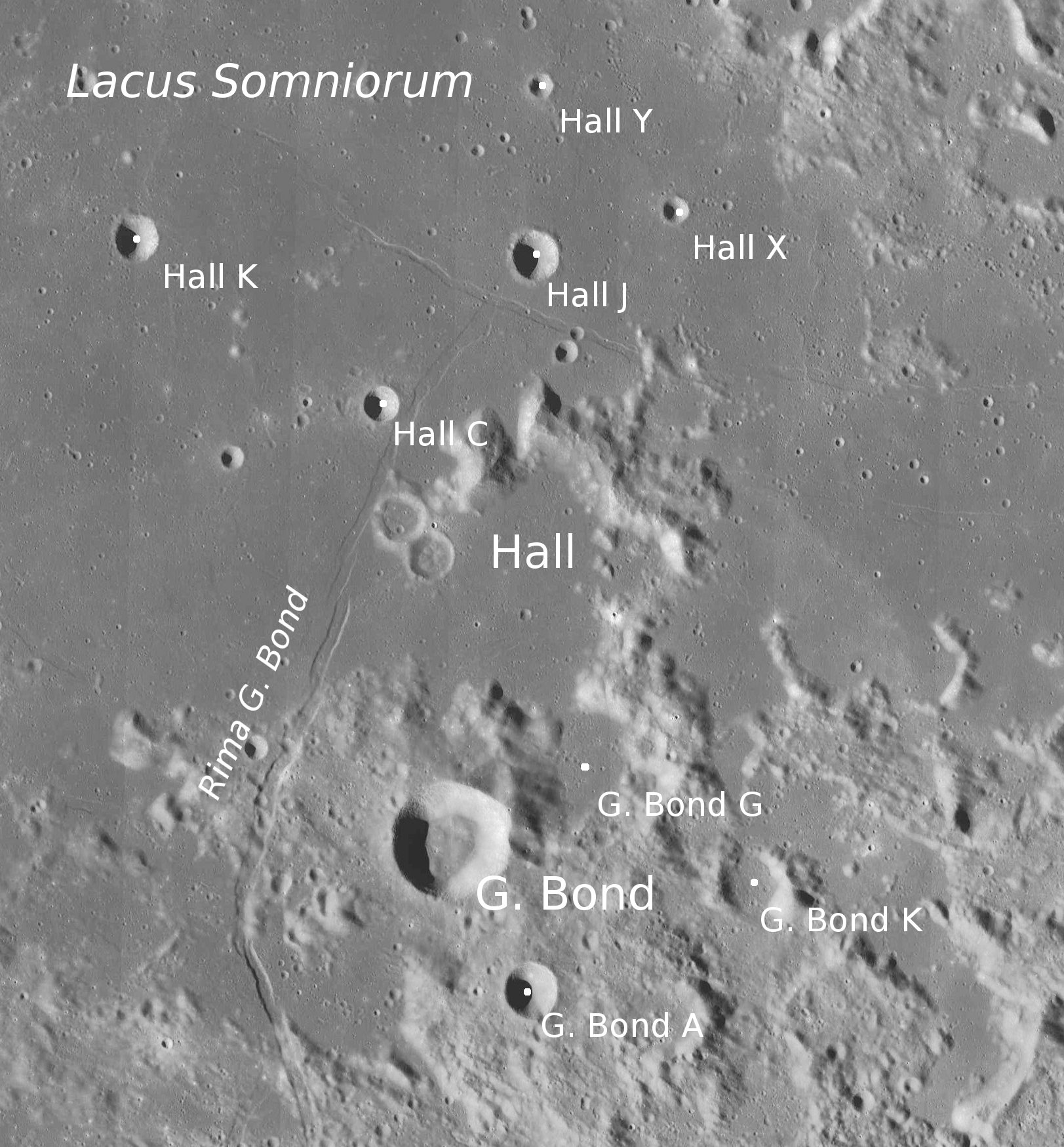
乔·邦德陨石坑的周边，月球勘测轨道飞行器拍摄。

乔·邦德陨石坑（G.Bond）是位于月球正面梦湖南部的一座小撞击坑，其名称取自美国天文学家乔治·菲利普斯·邦德（1826年-1865年），1935年被国际天文学联合会批准接受。

## 描述
该陨坑西侧和西北分别毗邻古老的波希多尼环形山和卵状的丹尼尔陨石坑、已损毁的霍尔陨石坑位于它的北面，东南和西南分别坐落了基尔霍夫陨石坑和沙科纳克环形山。在乔·邦德陨石坑的西北蜿蜒着乔·邦德月溪，而它的东南则绵延着崎岖的金牛山脉。该陨坑中心月面坐标为32°24′N 36°12′E / 32.4°N 36.2°E，直径19.05公里，深度约1.75公里。
乔·邦德陨石坑是一座圆碗状的撞击坑，尚未受到明显的撞击侵蚀，陨坑内壁平整直下至坑底，坑壁最大高出周边地形760米，内部容积约215立方千米。坑底直径约为坑口的一半，平坦的表面上没有其它的地貌结构。
乔·邦德陨石坑已被月球及行星观测者协会（ALPO）列入《内侧壁坡带有暗黑辐射纹的撞击坑列表》。

## 月溪
乔·邦德陨石坑西面熔岩覆盖的月表上分布有一条被称作乔·邦德月溪的醒目沟纹，它大体呈南北走向，绵延近150公里，其中心月面坐标为 33°20′N 35°30′E / 33.33°N 35.5°E。

## 卫星陨石坑
按惯例，最靠近乔·邦德陨石坑的卫星坑在月图上将在其中心点旁放置一字母来标注它们：

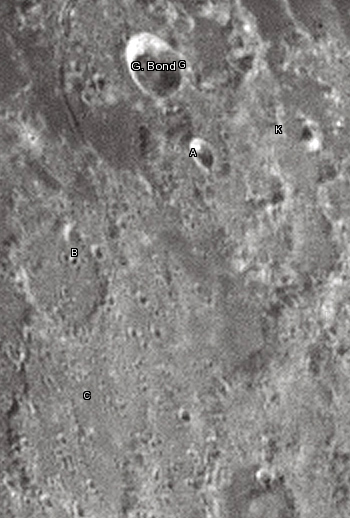
卫星坑图.

| 乔·邦德 | 緯度     | 經度     | 直徑       |
| ------- | -------- | -------- | ---------- |
| A       | 31.58° N | 36.87° E | 9.19 公里  |
| B       | 29.95° N | 34.67° E | 32.38 公里 |
| C       | 28.29° N | 34.75° E | 46.65 公里 |
| G       | 32.74° N | 37.25° E | 27.32 公里 |
| K       | 32.14° N | 38.33° E | 12.47 公里 |

## 另请参阅
- Andersson, L. E.; Whitaker, E. A. . NASA RP-1097. 1982.
- Blue, Jennifer. . USGS. July 25, 2007  [2007-08-05]. （原始内容存档于2019-12-13）.
- Bussey, B.; Spudis, P. . New York: Cambridge University Press. 2004. ISBN 978-0-521-81528-4.
- Cocks, Elijah E.; Cocks, Josiah C. . Tudor Publishers. 1995. ISBN 978-0-936389-27-1.
- McDowell, Jonathan. . Jonathan's Space Report. July 15, 2007  [2007-10-24]. （原始内容存档于2019-06-21）.
- Menzel, D. H.; Minnaert, M.; Levin, B.; Dollfus, A.; Bell, B. . Space Science Reviews. 1971, 12 (2): 136–186. Bibcode:1971SSRv...12..136M. doi:10.1007/BF00171763.
- Moore, Patrick. . Sterling Publishing Co. 2001. ISBN 978-0-304-35469-6.
- Price, Fred W. . Cambridge University Press. 1988. ISBN 978-0-521-33500-3.
- Rükl, Antonín. . Kalmbach Books. 1990. ISBN 978-0-913135-17-4.
- Webb, Rev. T. W.  6th revised. Dover. 1962. ISBN 978-0-486-20917-3.
- Whitaker, Ewen A. . Cambridge University Press. 1999. ISBN 978-0-521-62248-6.
- Wlasuk, Peter T. . Springer. 2000. ISBN 978-1-85233-193-1.